# Jenlain (bière)

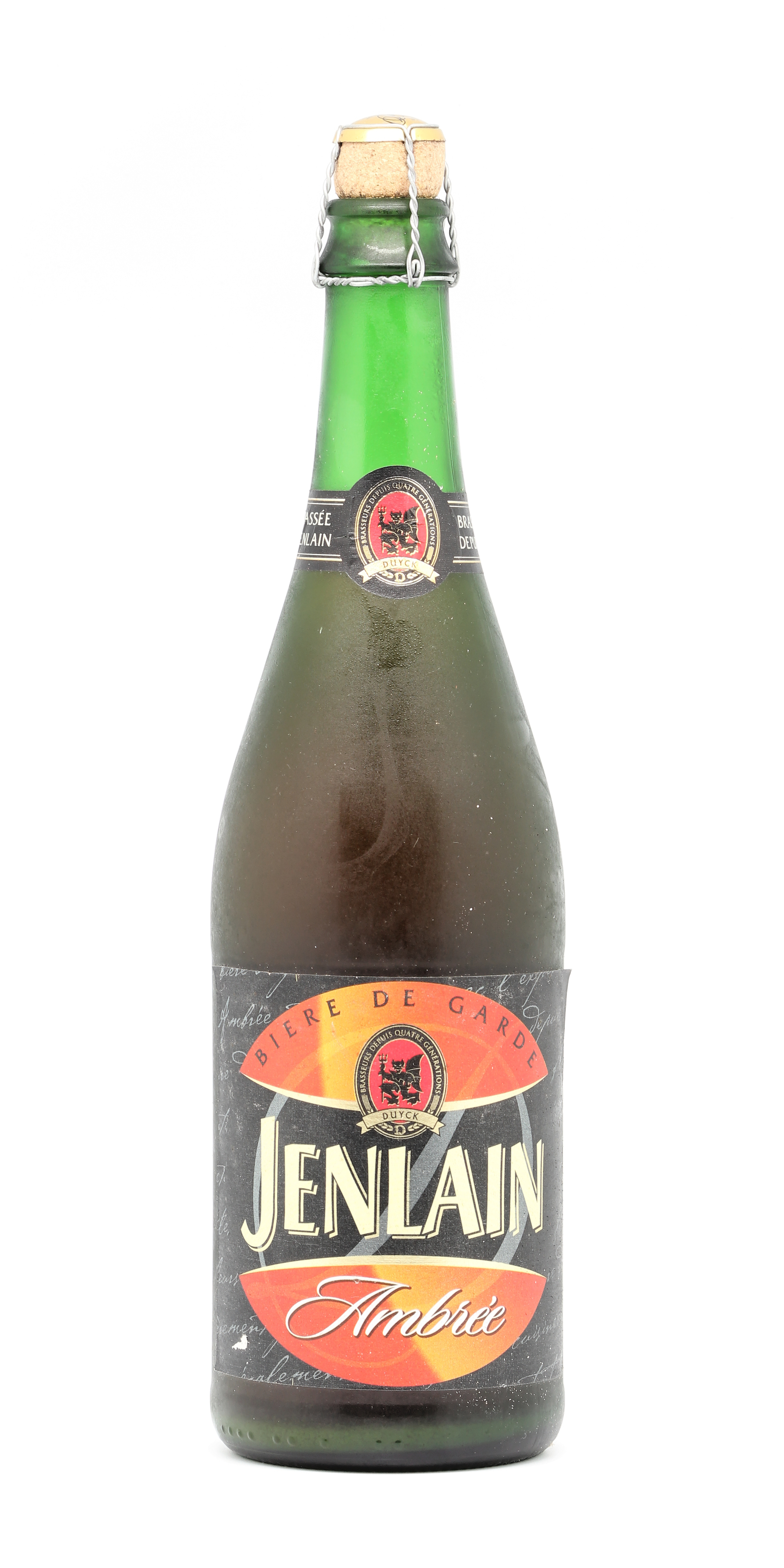
Jenlain ambrée.

La Jenlain est une bière fabriquée à Jenlain, une commune du Nord, en France. Elle a été créée en 1922 par la Brasserie Duyck. 
À l'origine, la Jenlain est une bière ambrée. Il existe aujourd'hui plusieurs variantes : Blonde, N°6, Or, Blonde d'Abbaye, Fraîche (anciennement Fraîche de l'Aunelle), Blanche, bière de Printemps et bière de Noël.

## Histoire
La Jenlain Ambrée fut créée en 1922. Elle a un taux d'alcool de 7,5 % du volume et est composée de plusieurs malts différents. Elle se déguste idéalement entre 6 et 8 °C. Sa renommée est venue plus tard, dans les années 1970-80, et a symbolisé la renaissance d'un savoir-faire des brasseurs du Nord.
On doit cette bière à Félix Duyck, fils d'un brasseur flamand prénommé Léon, alors installé à Zegerscappel. Félix s'installa dans le Valenciennois à Jenlain pour reprendre une petite brasserie qui disposait de matériel et d'un forage. L'histoire de la Jenlain débuta. Elle était d'abord consommée par les villageois locaux qui avaient besoin d'un réconfort après les journées passées aux champs.
Dans les années 60, un débitant lillois a eu l'idée de la proposer à sa clientèle. Comme son établissement était situé près de l'Institut catholique, les étudiants et les « yéyés » se l'approprièrent et se chargèrent de la faire connaître autour d'eux. Ce fut le début du succès. Associée aux occasions festives dans la métropole lilloise, elle est ainsi devenue la boisson officieuse de la célèbre braderie de Lille. Aujourd'hui, c'est Mathieu Duyck, cinquième génération, qui dirige la brasserie y produisant près de 100 000 hectolitres par an.
Pour faire face à la concurrence des grands groupes, la production a été diversifiée et les exportations développées. Jenlain produit aujourd'hui 4 bières différentes et 2 saisonnières.